# 凤凰乡 (祁阳市)
凤凰乡，是中华人民共和国湖南省永州市祁阳市下辖的一个乡镇级行政单位。

## 行政区划
2015年，祁阳县调整乡镇行政区划。获得湖南省人民政府的批准后，11月24日，永州市人民政府下发永政函〔2015〕216号文件。将白果市乡并入凤凰乡。下辖17个建制村，乡人民政府驻地仍在凤凰村。
凤凰乡下辖以下地区：
凤凰村、江洲村、大湾村、陶家村、长吉村、秧田村、花筵村、隐塘村和中荣村。